# Marie Christine von Opel
Marie Christine von Opel, genannt  Putzi, (* 12. November 1951; † 24. Oktober 2006 in West-Andalusien) stammte aus der deutschen Industriellen-Familie Opel und war eine Urenkelin von deren Gründer Adam Opel.

## Leben
Marie Christine von Opel war die Tochter von Fritz von Opel und Emita Herrán Olozaga (1913–1967), Enkelin von Wilhelm von Opel und Schwester von Frederick von Opel. Marie Christine von Opel wurde in Internaten in der Schweiz erzogen und hatte das Schweizer Bürgerrecht.
Ihre Tante María Eugenia Adelaida Herrán Olozaga, eine kolumbianische Diplomatentochter, die mit Georg von Opel verheiratet war, starb am 11. März 1964 während gemeinsamer Skiferien bei  einem Autounfall auf dem Julierpass. Dieses traumatische Erlebnis verursachte heftige Schuldgefühle bei Marie Christine.
In den 1970er Jahren gehörte sie zum Jetset von Saint-Tropez. Negative Schlagzeilen machte von Opel 1977, als sie mit sechs anderen Personen wegen des Schmuggels und Besitzes von rund 2,5 Tonnen Haschisch, von dem die Polizei rund 1,8 Tonnen sicherstellen konnte und dessen Marktwert acht Millionen DM betrug, in der Opel-Villa in Saint-Tropez festgenommen und Ende 1978 zu zehn Jahren Haft verurteilt wurde. Hubertus Becker war in den Fall verwickelt. Der Prozess fand in Draguignan statt, vertreten wurde von Opel durch den Pariser Staranwalt Robert Badinter. Ihr Cousin Gunter Sachs unterstützte sie und erreichte mit Hilfe von Gutachtern – sie war zeitweise auf 37 kg abgemagert – zwischenzeitlich eine Haftverschonung. Den Tipp für die Razzia hatte ihr Bruder Frederick gegeben. Ihr deutscher Freund, der Vater ihrer damals dreijährigen Tochter Vanessa (* 1975), erhielt sechzehn Jahre. Das zehnjährige Strafmaß für von Opel wurde durch ein Berufungsgericht in Aix-en-Provence 1980 halbiert. 1981 kam von Opel aufgrund einer Amnestie für inhaftierte Mütter nach nur drei Jahren Haft frei, wurde aber aus Frankreich ausgewiesen.
Sie wohnte zunächst in der Schweiz und heiratete 1988 einen Schweizer Unternehmer, das Paar trennte sich aber später wieder. Zuletzt lebte sie zurückgezogen in Südspanien.
Marie Christine von Opel ertrank 2006, als ein plötzliches Unwetter in der Provinz Huelva den Fluss Odiel zwischen Aracena und Campofrío über die Ufer treten ließ und ihr Auto, sie selbst und zwei Mitfahrer in einer Flutwelle fortriss. Eine Mitfahrerin starb ebenfalls, ihr Fahrer konnte sich retten.

## Nachwirkungen und Rezeption
Aufgrund des extravaganten Lebensstils von Marie Christine von Opel, ihres glamourösen Aussehens und der Verwicklung in einen spektakulären Kriminalfall fand ihr Name auch in der internationalen Presse Verbreitung, weshalb auch heutzutage noch Fotos von ihr käuflich zu erwerben sind.
Sie wird immer wieder im Zusammenhang mit der Automarke Opel erwähnt (nicht nur In Forendiskussionen), obwohl sie dort nie selber beschäftigt war und die Produktionsstätten längst zu General Motors gehörten.
Unter ihrem Aliasnamen Putzi von Opel fand sie Eingang in den Roman Der Biber von Markus Trepte.